# Pudob
Pudob – wieś w Słowenii, w gminie Loška dolina. W 2018 roku liczyła 209 mieszkańców.